# Claude Bartolone

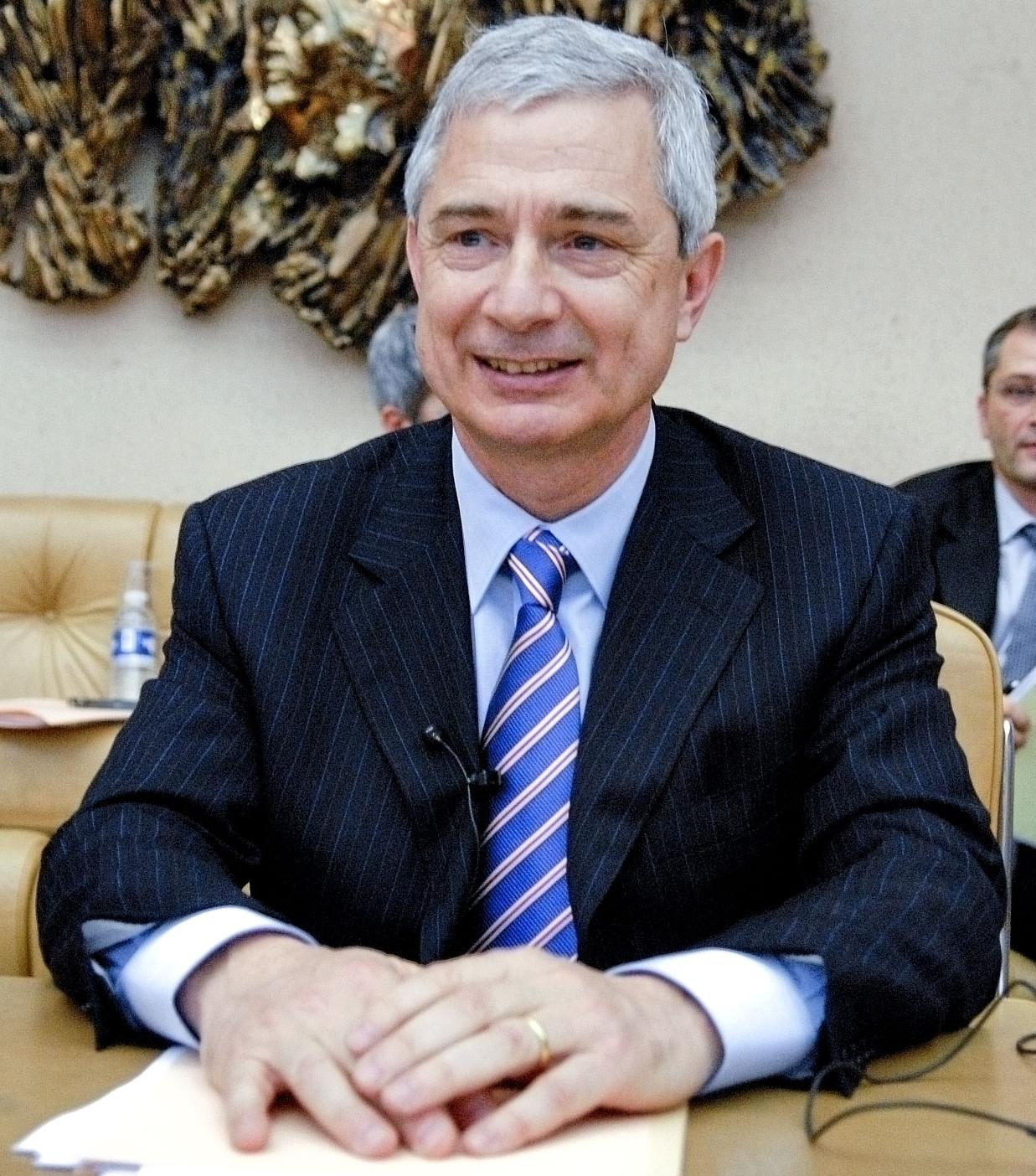
Claude Bartolone (2008)

Claude Bartolone (* 29. Juli 1951 in Tunis, Französisches Protektorat Tunesien) ist ein französischer Politiker der Parti Socialiste (PS) und war von 26. Juni 2012 bis 20. Juni 2017 Präsident der französischen Nationalversammlung.
Claude Bartolone ist der Sohn eines aus Sizilien stammenden Italieners und einer Maltesin. Er kam im Alter von neun Jahren nach Frankreich und ist Mathematiker. Er ist seit 1974 Mitglied der Parti Socialiste. Seit 1981 (mit Unterbrechung während seiner Amtszeit als Minister 1998 bis 2002) gehört er der französischen Nationalversammlung an, zunächst für den sechsten, seit 2012 für den neunten Wahlkreis des Départements Seine-Saint-Denis. Von April 1992 bis März 1993 war er Vizepräsident der Nationalversammlung.
Von 1995 bis 1998 war Bartolone Bürgermeister von Le Pré-Saint-Gervais, von 1998 bis 2002 beigeordneter Minister für Städtebau in der Regierung von Lionel Jospin. Seit 2008 ist er Präsident des Generalrats von Seine-Saint-Denis.
Innerhalb der Parti Socialiste ist Claude Bartolone eine Führungsfigur der Strömung Rassembler A Gauche, die Laurent Fabius nahesteht, mit dem er als eng verbunden gilt. 2007 war er Mitglied im Wahlkampfteam von Ségolène Royal, 2008 unterstützte er die Kandidatur von Martine Aubry als première secrétaire (Parteivorsitzende) der Parti Socialiste. Im gleichen Jahr wurde er Sekretär für internationale Beziehungen im Vorstand der PS, was zu einer Distanzierung zu Fabius führte.
Im Vorfeld der französischen Parlamentswahlen 2012 galt Ségolène Royal als wahrscheinlichste Kandidatin für die Präsidentschaft der Nationalversammlung im Falle eines Wahlsiegs der Linken. Nachdem Royal aber nicht in die Nationalversammlung gewählt worden war, gab Bartolone am 18. Juni 2012 seine Bewerbung für die Präsidentschaft bekannt. Am 21. Juni 2012 wurde er von der Linken im Parlament zum Präsidenten der Nationalversammlung nominiert. Beworben hatten sich außer ihm Jean Glavany, Elisabeth Guigou und Daniel Vaillant. Am 26. Juni 2012 wurde er in der konstituierenden Sitzung der Nationalversammlung mit 298 Stimmen zum Präsidenten gewählt; sein Gegenkandidat und Vorgänger Bernard Accoyer erhielt 185 Stimmen.